# Шебекино
Шебекино (на руски: Шебекино) е град в Русия, административен център на Шебекински район, Белгородска област. Населението на града към 1 януари 2018 година е 41 934 души.

## История
Селището е основано през 1713 година, през 1938 година получава статут на град.

## География
Градът се намира на 110 метра надморска височина, на границата с Украйна.